# حمرية ربيعية
حمرية ربيعية (الاسم العلمي:Erythrina verna) هي نوع من النباتات تتبع جنس الحمرية من الفصيلة البقولية.